# Rooseveltlaan

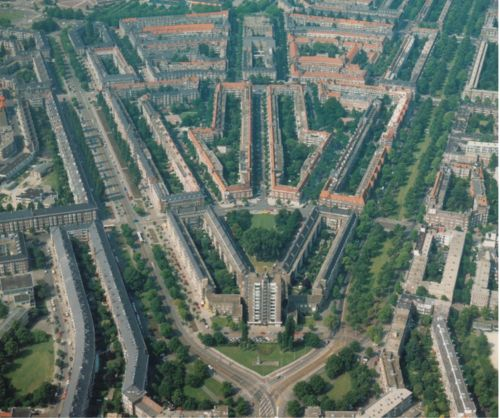
Vue de l'intersection entre Churchill-laan (à droite) et la Rooseveltlaan (à gauche) au niveau du Victorieplein.

La Rooseveltlaan (connue sous le nom de Zuider Amstellaan jusqu'en 1946) est une avenue d'Amsterdam.

## Situation et accès
Située dans l'arrondissement de Zuid elle constitue l'une des principales avenues du Rivierenbuurt avec la Churchill-laan et la Vrijheidslaan qui convergent toutes trois vers le Victorieplein. Elle débouche en outre sur le palais des congrès du RAI Amsterdam.

## Origine du nom
Elle rend honneur au président américain Franklin Delano Roosevelt, qui avait également des origines néerlandaises.

## Historique
Elle a été aménagée dans le cadre du « Plan Zuid » développé par Hendrik Petrus Berlage en 1915 et approuvé par la ville en 1917, et rebaptisée en 1946.
La famille Van Daan, qui s'était installée avec les Frank le lundi 13 juillet 1942, constituée d' Augusta, Hermann et Peter Van Daan, habitait auparavant sur le Zuider Amstellaan (appelé Roosveltlaan, depuis 1946)